# Ituna, Saskatchewan
Ituna är en ort i Kanada.   Den ligger i provinsen Saskatchewan, i den sydöstra delen av landet, 2 100 km väster om huvudstaden Ottawa. Ituna ligger 673 meter över havet och antalet invånare är 622.
Terrängen runt Ituna är mycket platt. Trakten runt Ituna är nära nog obefolkad, med mindre än två invånare per kvadratkilometer.. Det finns inga andra samhällen i närheten.
Trakten runt Ituna består till största delen av jordbruksmark.